# Museo Archeologico e d’Arte della Maremma
Das Museo Archeologico e d’Arte della Maremma ist das Museum für Archäologie und Sakrale Kunst der Stadt Grosseto (Toskana). Es zeigt auf zwei Stockwerken antike archäologische Funde aus der Maremma. Das dritte Stockwerk beherbergt das Museum für sakrale Kunst der Diözese Grosseto.
Das Museum wurde bereits 1860 gegründet, aber in jüngerer Zeit neu konzipiert. Es liegt in der Altstadt von Grosseto an der Piazza Baccarini. Es zeigt Funde der Villanovakultur, der Etrusker sowie aus griechischer und römischer Zeit. Die Funde stammen vor allem aus den Etruskerstädten Roselle, Vulci, Vetulonia, Pitigliano und Populonia.

## Geschichte
Gründer und Stifter des Museums war der Kanoniker Giovanni Chelli (Siena 1809 – Grosseto 1869), ein intellektueller Sieneser mit für seine Zeit recht fortschrittlichen Ansichten. Der erste Keim des Museums bestand in einigen antiken Objekten, als der Kanoniker seine Bibliothek im März 1860 für die Öffentlichkeit zugänglich machte. Im selben Jahr noch sammelte er archäologische Fundstücke zusammen, mit der Absicht ein Museum zu schaffen, das die Bibliothek ergänzte.
Im Jahre 1923 war Antonio Cappelli (Grosseto 1868–1939) Direktor der Bibliotheca Chelliana, des Stadtmuseums und der Pinakothek. Er war auch ein Kirchenmann und ermöglichte den Umzug von Museum und Bibliothek in den Palast des ehemaligen Priesterseminars in der Via Mazzini, wo die Bibliothek noch heute untergebracht ist.
Sein Interesse galt neben der Archäologie auch der sakralen Kunst. Daher setzte er sich für den Aufbau eines Diözesanmuseums ein, das 1933 in renovierten Räumen über der Sakristei des Domes eröffnet wurde.
1975 erhielten die beiden Museen einen gemeinsamen Sitz an der Piazza Baccarini in einem Palast des späten 19. Jahrhunderts.
Im Januar 1992 wurde das Museum zur Renovierung geschlossen. Die Wiedereröffnung mit vielen Neuerwerbungen und einer völlig neuen Aufstellung fand am 21. März 1999 statt.

## Abteilungen des Museums

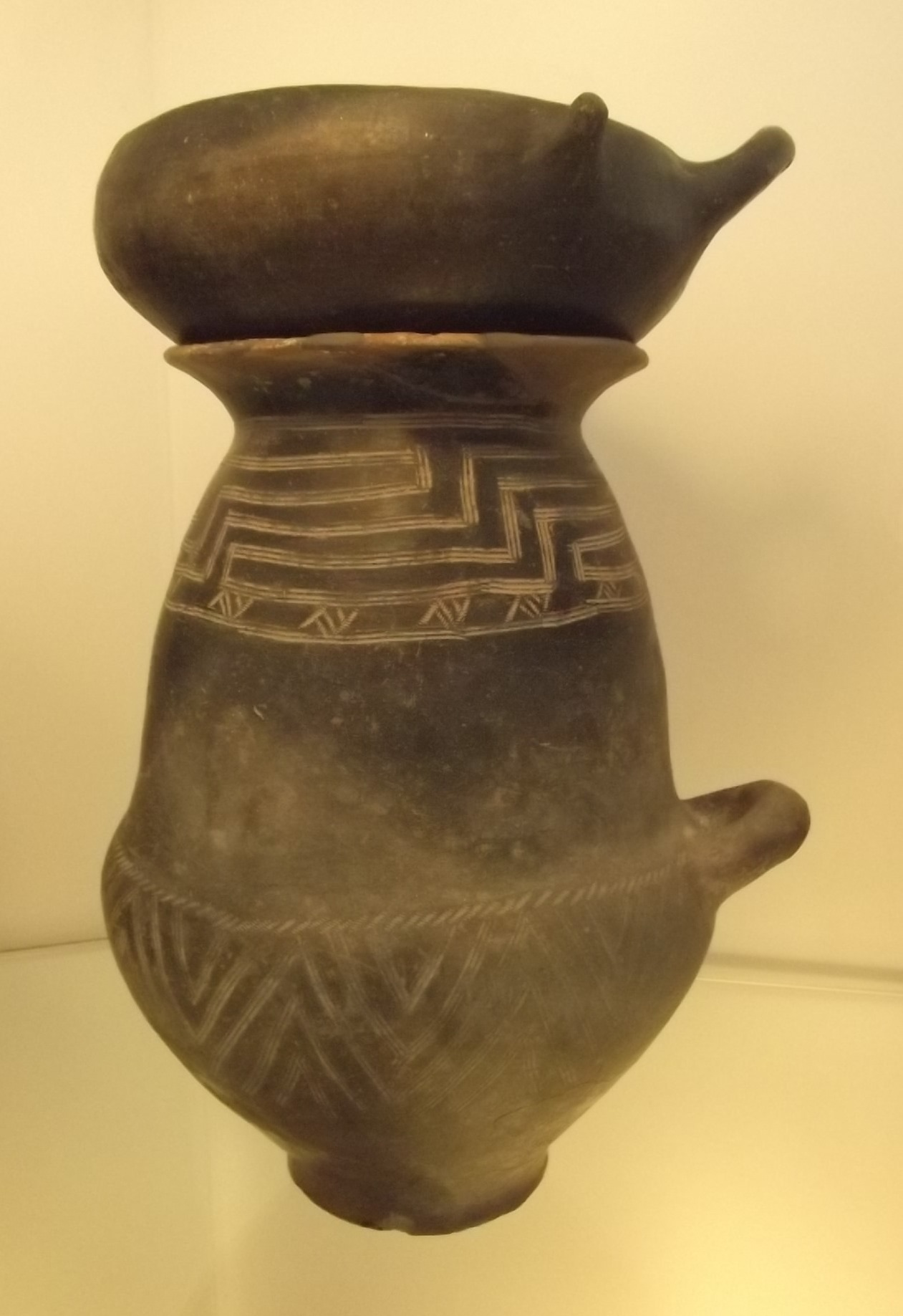
Urne der Villanova-Kultur, ca. 10. Jh. v. Chr.

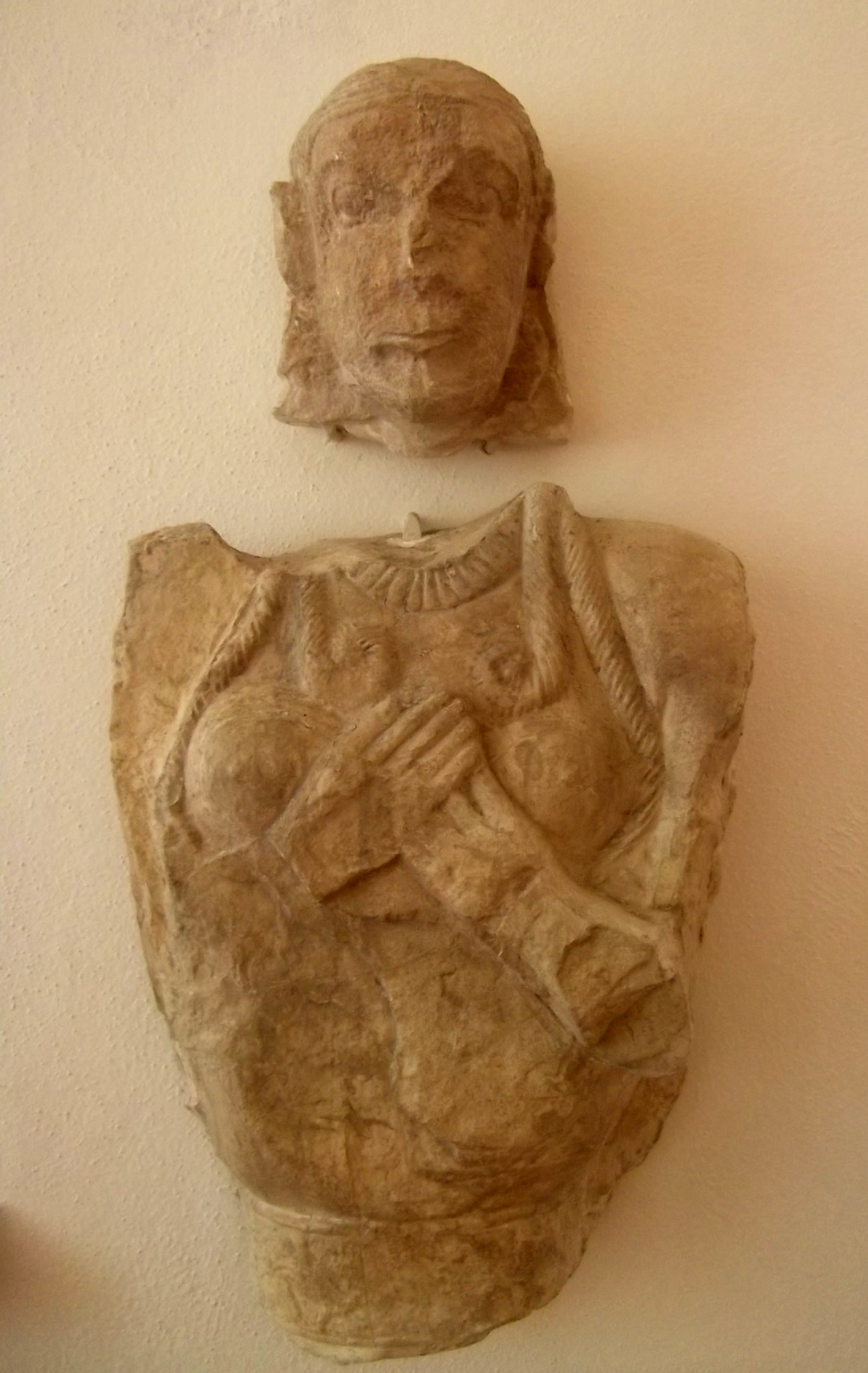
Weibliche Steinstatue, 7. Jh. v. Chr.

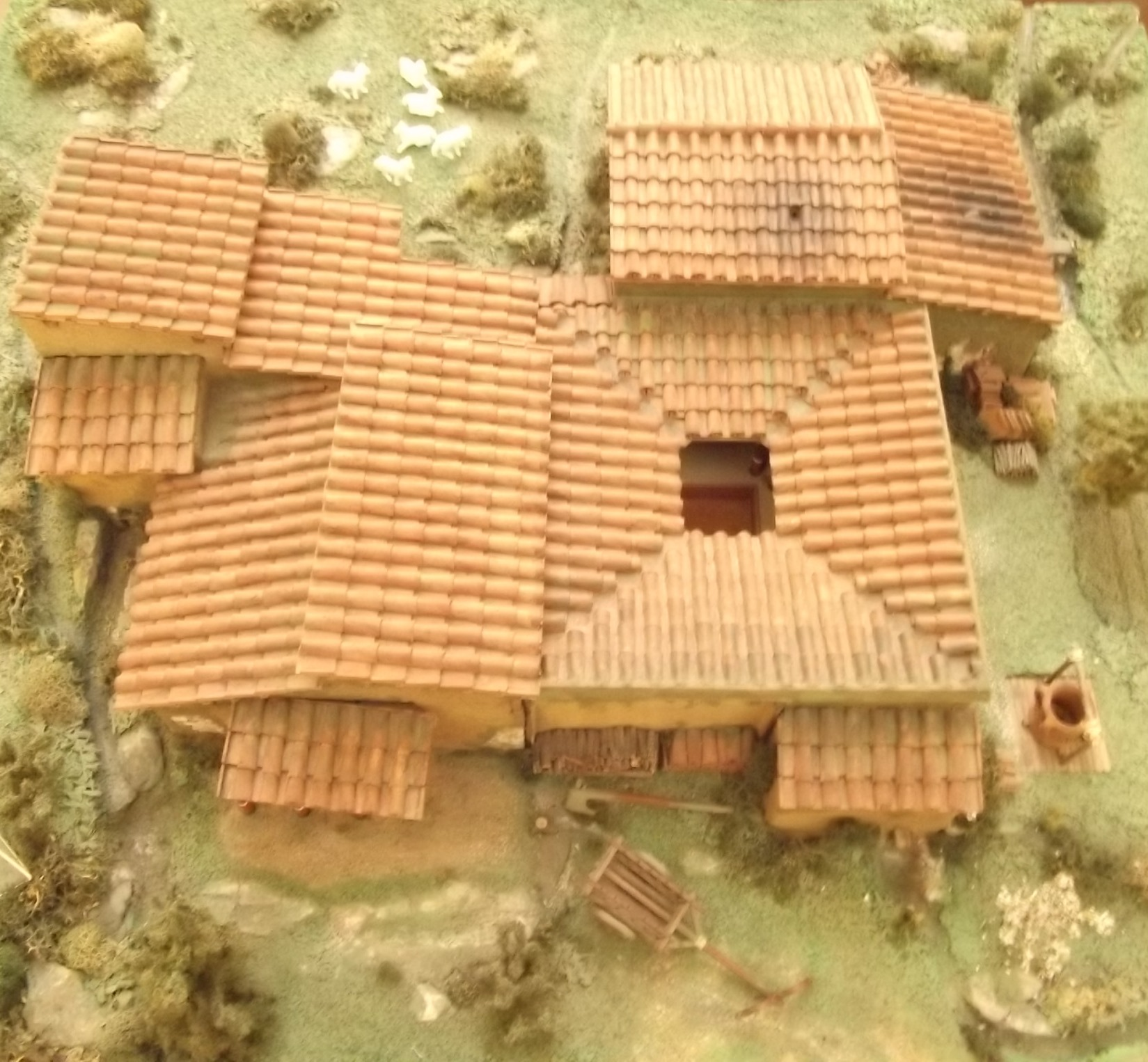
Diorama antike Villa

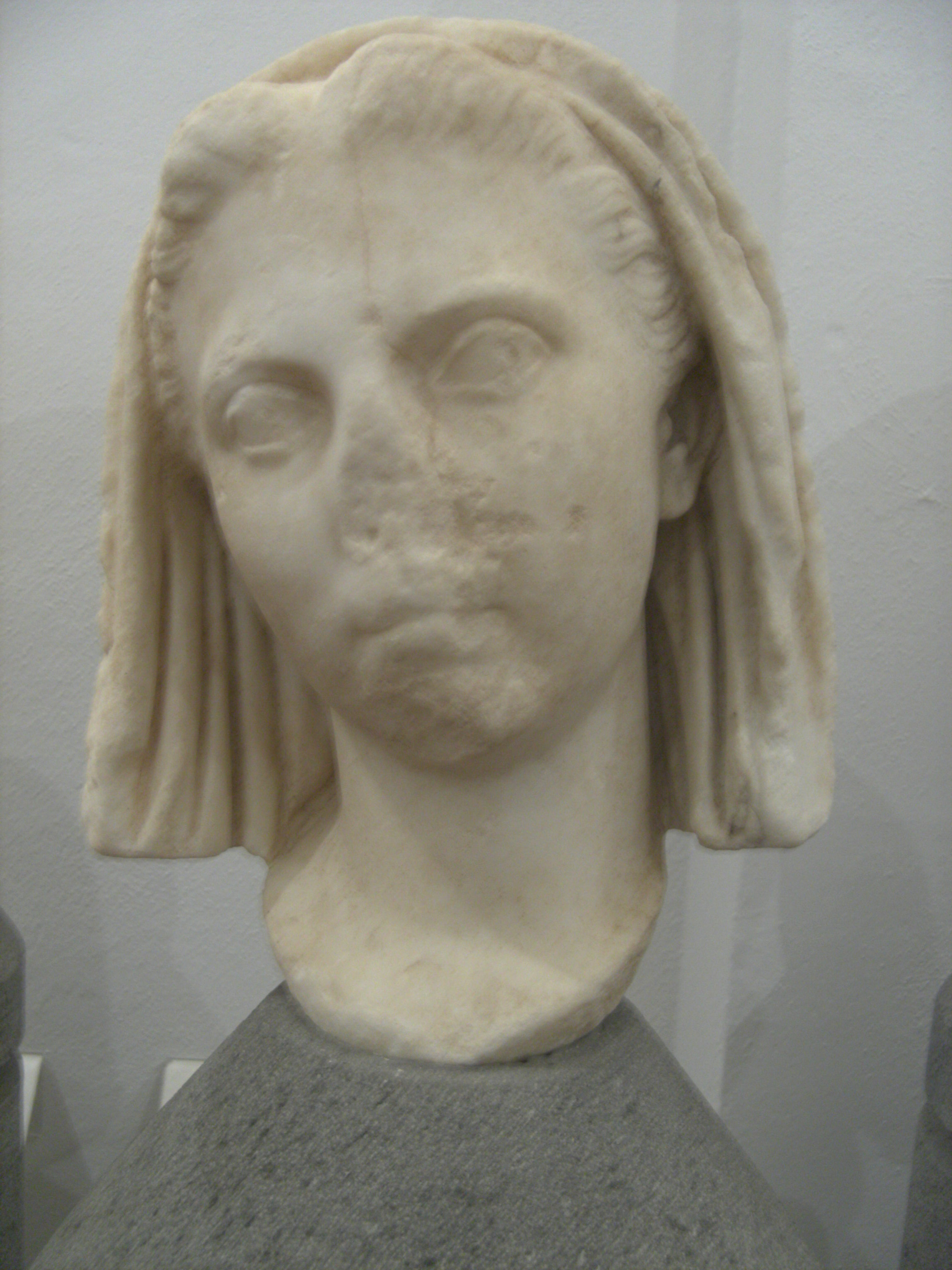
Vipsania Agrippina

### Die Sammlung von Giovanni Chelli (1860–1869)
Der erste Raum des Museums widmet sich den Relikten des ersten Museums von Grosseto. Es ist eine sehr heterogene Gruppe von Objekten, die Chelli in der Toskana und Rom gekauft hat. Der konsistente lokale Kern besteht aus etruskischen Urnen aus der hellenistischen Periode von Volterra und Chiusi. Auch Keramik von Volterra, Volsinii (Orvieto) und viel Bucchero-Ware von Chiusi ist erhalten, teilweise – nach der Restaurierungskunst der damaligen Zeit –  mit irrelevanten Ergänzungen und Farben verfälscht.
Das wichtigste Stück in der Sammlung ist eine Bucchero-Schale mit eingeritztem etruskischen Alphabet. Sie stammt aus dem 6. Jahrhundert v. Chr. – möglicherweise von Roselle – und befindet sich seit 1875 im Museum.

### Roselle
In den Räumen 2 bis 12 wird am Beispiel von Roselle die Entwicklung einer Siedlung/Stadt in der Maremma durch die Jahrhunderte gezeigt. Ein Geländemodell zeigt die Einbettung der etruskischen Stadt in die damalige Landschaft mit dem Salzsee (Lacus Prelius), der heute nicht mehr vorhanden ist, und der gegenüberliegenden Stadt Vetulonia.
Aus der archaischen Zeit werden Teile von Gebäuden gezeigt, Votivgaben und lokale handwerkliche Produkte. Ein Raum ist der ältesten Nekropole gewidmet; zahlreiche Grabbeigaben und Grabstelen, davon zwei große mit Kriegerdarstellungen, geben einen Einblick in der Bestattungskultur. Im Raum 5 ist der Rekonstruktionsversuch eines archaischen Gebäudes mit Terrakotta-Dekorationen zu sehen.
Die weiteren Räume zeigen Exponate der klassischen und hellenistischen Phase bis zur Romanisierung von Roselle (294 v. Chr.) – eine Zeit, in der das Leben durch die zunehmende Versumpfung der Lagune ärmlicher wurde.
Die Räume 9 – 11 nehmen auf das Römische Reich und die Kaiserzeit Bezug: Ein Lapidarium mit lateinischen Inschriften, eine Auswahl an Wein- und Olivenöl-Amphoren der Kaiserzeit und das Bleirohr mit geprägtem Stempel, das Roselle um die Zeitenwende als römische Kolonie ausweist.
Ein kleiner Raum ist der Rekonstruktion der hadrianischen Thermen und der ursprünglichen Marmor-Architekturdekoration gewidmet. Der große Saal 11 bietet Platz für römische Statuen; in der Mitte sind Porträts, kleine Skulpturen und Fragmente sowie die Modell-Rekonstruktion des Forums und des Zentrums der Stadt. Raum 12 spannt den Bogen von der spätrömischen Zeit über die Christianisierung und das Mittelalter – mit der Aufgabe der Stadt –  bis in die Neuzeit. Hier sind Dekorationen der Kirche von Roselle aus der Karolingerzeit ausgestellt.

### Archäologie der Maremma
In dem Räumen 13 bis 23 werden Funde aus der übrigen Maremma von prähistorischer Zeit bis in die Antike gezeigt.
Im ersten Saal gibt es eine Dokumentation von Wohnplätzen und Häusern von der Altsteinzeit bis zur Eisenzeit. Es folgt die Darstellung der orientalisierenden Periode, konzentriert hauptsächlich auf die Fundstellen von Vetulonia und Marsiliana. Die Archaik ist mit zahlreichen Funden vertreten, darunter auch wenige aus lokaler Produktion, etruskische, punische und griechische Amphoren.
Die Phase der Eroberung und Romanisierung, die in diesen Bereichen mit dem Hellenismus (3.–1. Jahrhundert v. Chr.) zusammenfällt, wird in zwei Räumen dargestellt. Dabei stehen sich die Belege für eine Fortdauer der etruskischen Kultur (Sprache, Schrift, Bestattungssitten) und für die Neuerungen durch die Eroberer (Votivgaben, ländlichen Siedlungen) gegenüber.
Die Römerzeit gibt die Möglichkeit, das Thema Handel und Verkehr zu Land und auf dem Wasser darzustellen. Die Sammlung von Amphoren und Anker gibt den Hintergrund, um auf die aufwändige Instandsetzung von Straßen und Häfen einzugehen. Die Dokumentation der Spätantike schließt diese Abteilung ab.

### Museum für sakrale Kunst der Diözese Grosseto
Das Diözesanmuseum nimmt die Räume 24 bis 34 in der dritten Etage ein. Es ist mit dem archäologischen Museum seit 1975 nach einer Vereinbarung zwischen der Diözese und der Gemeinde verbunden.
Die Ausstellung ist chronologisch aufgebaut und beginnt mit der Sammlung des Museumsgründers, Monsignore Cappelli, bestehend aus Werken, die vor allem in und um Siena gekauft wurden. Darunter befinden sich viele qualitätvolle Stücke, wie zwei Heilige, die Sano di Pietro und dem Maestro-dell'Osservanza (Mitte 15. Jahrhundert) zugeschrieben werden und eine Santa Cecilia von Bernardino Mei.
Sehr wertvoll ist die Sammlung von Werken aus den Kirchen der Diözese, großteils arbeiteten Sieneser Künstler für das Zentrum der Maremma. Dazu gehören: das Jüngste Gericht zugeschrieben Guido da Siena und seiner Werkstatt (13. Jahrhundert), die Pietà von Pietro di Domenico (spätes 15. Jahrhundert), die Madonna von Girolamo di Benvenuto (16. Jahrhundert), die Madonna mit den Kirschen von Sassetta (Mitte 15. Jahrhundert) von der Kathedrale San Lorenzo, aber auch die Fragmente von Skulpturen der gleichen Kathedrale (Agostino di Giovanni, 14. Jahrhundert) und die Engel aus Marmor (G.A. und B. Mazzuoli, 1708). Das Diözesan-Museum sammelt auch liturgische Geräte, Paramente, Buchmalerei und Zeugnisse der Volksfrömmigkeit.

### Mittelalterliche Archäologie in der Maremma und Geschichte von Grosseto
Die Räume 35 bis 40  des Museums stellen die Geschichte der Stadt Grosseto dar. Die klassische Vorgeschichte der Stadt wird durch Funde aus einigen Stadtteilen dargestellt. Dann gibt es eine Verbindung zwischen der frühmittelalterlichen Phase von Roselle und seiner Region mit den Friedhöfen von Grancia und Casette di Mota und den Funden von Grosseto. Weitere Funde aus dem späten Mittelalter und der Neuzeit stammen meistens von den Ausgrabungen an der Festung, und in geringerem Maße sind es zufällige Funde aus dem historischen Stadtzentrum. Den Abschluss bilden mittelalterliche und moderne Fundstücke aus Terracotta und Keramik von verschiedenen Zentren der Maremma.